# Kouty (Třebíči járás)
Kouty település Csehországban, a Třebíči járásban. Kouty Svatoslav, Červená Lhota, Čechtín, Radošov és Chlum településekkel határos. Lakosainak száma 404 fő (2024. január 1.).

## Népesség
A település lakosságának változását az alábbi diagram mutatja:
| Lakosok száma | 416  | 507  | 511  | 401  | 402  | 396  | 382  | 389  | 390  | 404  |
|               | 1869 | 1890 | 1921 | 1950 | 1980 | 2001 | 2017 | 2019 | 2022 | 2024 |